# Острів смерті
«Острів смерті» (англ. Black Rock) — американський фільм жахів 2012 року.

## Зміст
Три подруги дитинства вирішують влаштувати пікнік на віддаленому острові. Однак незапланована зустріч з агресивно налаштованими ветеранами іракської війни перетворює відпочинок на справжній кошмар.

## Ролі
| Актор               | Роль     |
| ------------------- | -------- |
| Кетрін Аселтон      | Еббі     |
| Лейк Белл           | Лу       |
| Кейт Босворт        | Сара     |
| Вілл Бовье          | Генрі    |
| Джей Полсон         | Дерек    |
| Анслі Річардсон     | Алекс    |
| Карл К. Аселтон III | Фішерман |
| Carl Aselton        | -        |
| Тайлер Опеншоу      | -        |
| Стівен Сміт         | -        |

## Знімальна група
- Режисер — Кетрін Аселтон
- Сценарист — Марк Дюпласс, Кетрін Аселтон
- Продюсер — Аделі Романські, Лейк Белл, Мері Бадд
- Композитор — Бен Ловетт